# 神崎紫電
神崎 紫電（かんざき しでん、1985年8月15日 -）は、日本のライトノベル作家である。北海道出身、東京都在住。

## 経歴
2007年、『マージナル』で第1回小学館ライトノベル大賞を受賞し、同作を処女作としてガガガ文庫より出版。
2011年、『ブラック・ブレット』を電撃文庫より出版。
同2011年、『恋のキューピッドはハンドガンをぶっ放す。』をガガガ文庫より出版。
2015年に体調不良となって以後、新刊の発売やTwitter（現在のX）の更新が停止しており、2025年時点で消息不明となっている。

## 作品
- マージナル （ガガガ文庫、2007年 - 2009年）
- ブラック・ブレット[3] （電撃文庫、2011年 - ）
- 恋のキューピッドはハンドガンをぶっ放す。 （ガガガ文庫、2011年）